# Superior (Colorado)
Superior is een plaats (town) in de Amerikaanse staat Colorado, en valt bestuurlijk gezien onder Boulder County en Jefferson County.

## Demografie
Bij de volkstelling in 2000 werd het aantal inwoners vastgesteld op 9011.
In 2006 is het aantal inwoners door het United States Census Bureau geschat op 10.262, een stijging van 1251 (13,9%).

## Geografie
Volgens het United States Census Bureau beslaat de plaats een oppervlakte van
10,2 km², geheel bestaande uit land.

## Plaatsen in de nabije omgeving
De onderstaande figuur toont nabijgelegen plaatsen in een straal van 16 km rond Superior.

## Gebeurtenissen
Op 30 december 2021 werd het stadje getroffen door het Marshall Fire, een natuurbrand die ontaardde in een vuurstorm. Door de storm meegevoerde gensters drongen de kleinste kieren van gebouwen binnen, en veroorzaakten branden “van binnen naar buiten”. 